# 松井和則
松井 和則（まつい かずのり）は、元関東学院大学学長であり、理工学部理工学科電気学系の教授である。

## 学歴
- 1975年 東京大学理学部卒業[1]
- 1980年 東京大学大学院理学系研究科化学専攻博士課程修了（理学博士）、住友電気工業入社[1]
- 1986年 関東学院大学工学部専任講師に就任[1]
- 1987年 関東学院大学工学部助教授[1]
- 1996年 関東学院大学工学部教授[1]
- 2002年 関東学院大学工学部長[1]
- 2005年 関東学院大学学長[1]
- この間スイスローザンヌ連邦工科大学にて研究

## 研究
物理化学・材料化学を研究しており、主にゾル－ゲルガラス、粘土化合物関係を得意研究分野としている。

## その他
- 退学者抑制の目的で、全国で初めてとなる関東学院大学学生支援室を工学部に設置する。